# 10965 van Leverink
10965 van Leverink (3297 T-1) là một tiểu hành tinh vành đai chính. Nó được đặt tên cho Simon van Leverink.